# Чон Ёбин
Чон Ёбин  (хангыль: 전여빈; ханча: 全汝彬) — южнокорейская актриса. Чон приобрела известность благодаря своей роли в фильме «После моей смерти» (2018), который принес ей многочисленные номинации и награды, в том числе премию «Актриса года» 22-го международного кинофестиваля в Пусане и премию «Независимая звезда» фестиваля независимого кино в Сеуле в 2017 году. Также Чон снялась в телесериале «Винченцо» (2021) и криминальном боевике «Ночь в раю» (2021).

## Биография
В детстве Чон хотела стать врачом. Так как у нее не получилось поступить в желаемый университет, она решила заняться кинематографом. Во время просмотра фильма «Общество мертвых поэтов», она приняла решение работать в сфере кинематографа.
Во время учебы в женском университете Тондук Чон работала помощницей в организации мюзиклов и театральных постановок. В 2009 году Чон решила заняться актерским мастерством и приняла участие в студенческом мюзикле «Безумец». В постановке она сыграла пожилую женщину, страдающей деменцией.

## Карьера
В 2015 году Чон дебютировала в исторической драме «Коварный». В 2017 году Чон сыграла журналистку под прикрытием, расследующую религиозный культ, в триллере «Спаси меня». Чон приобрела известность после участия в фильме «После моей смерти» (2018) и получила множество наград, в том числе в категориях «Лучшая новая актриса» на 56-й церемонии вручения Большого колокола, «Актриса года» на 22-м международном кинофестивале в Пусане и награду «Независимая звезда» на фестивале независимого кино в Сеуле 2017.
2 июля 2018 года было объявлено, что Чон подписала контракт с компанией J.Wide-Company.
В мае 2020 года режиссёр Ким Хивон и сценарист Пак Джэбом предложили Чон главную роль в сериале «Винченцо» вместе с Сон Джунги. В августе 2020 года Чон официально подтвердила свое появление в сериале. Первое чтение сценария сериала состоялось 5 января 2021 года.
В сентябре 2020 года Чон сыграла роль Джэён в фильме Пак Хунджона «Ночь в раю». 15 марта 2021 года Чон снялась в сериале Netflix «Глюк». 12 июля 2021 года она подписала контракт с компанией Management MMM после истечения срока её контракта с J.Wide Company.

## Фильмография
| Год  |   | Русское название          | Оригинальное название | Роль                                     |
| ---- | - | ------------------------- | --------------------- | ---------------------------------------- |
| 2015 | ф | Коварный                  | 간신                  | Девушка                                  |
| 2016 | ф | Секретный агент           | 우리 손자 베스트      | Гисэн 4                                  |
| 2016 | ф | Избитый черным и синим    | 우리 손자 베스트      | Тиффани                                  |
| 2016 | ф | Пиши или танцуй           | 여자들                | Ёбин (여빈)                              |
| 2016 | ф | С Рождеством, господин Мо | 메리크리스마스        | Чаён (자영)                              |
| 2017 | с | Спаси меня                | 구해줘                | Ёнджэ (홍소린)                           |
| 2017 | с | После моей смерти         | 죄 많은 소녀          | Ёнхи (영희)                              |
| 2018 | с | Инлан: Волчья бригада     | 인랑                  | Модель, рекламирующая косметику (화장품) |
| 2018 | с | Лайв                      | 라이브                | Хон Сорин (영재)                         |
| 2019 | с | Природа Мело              | 멜로가 체질           | Ли Ынджон (이은정)                       |
| 2019 | ф | Запретная мечта           | 천문: 하늘에 묻는다   | Саим (사임)                              |
| 2020 | ф | Ночь в раю                | 낙원의 밤             | Чэён (재연)                              |
| 2020 | ф | Секретный зоопарк         | 해치지않아            | Ким Хэгён (김해경)                       |
| 2022 | ф | Пришелец                  | 외계+인 1             | Хон Онён                                 |
| 2022 | с | Винченцо                  | 빈센조                | Хон Чхаён (홍차영)                       |
| 2022 | с | Глюк                      | 글리치                | Хон Джихё (홍차영)                       |
| 2023 | ф | В паутине                 | 거미집                | Син Мидо                                 |
| 2023 | с | Время взывает к тебе      | 너의 시간 속으로      | Хан Джунхи/Квон Минджу (권민주/한준희)   |

### Музыкальные видео
| Год  | Название         | Исполнитель       |
| ---- | ---------------- | ----------------- |
| 2015 | «오만과 편견»    | Зико              |
| 2015 | «Home»           | Brown Eyed Soul   |
| 2016 | «솔지»           | Чангю             |
| 2016 | «여름감기»       | Voice Spur        |
| 2016 | «그저 다 안녕»   | Ли Сынхван        |
| 2017 | «어른이 될 시간» | Rooftop Moonlight |
| 2018 | «Into the Light» | Solid             |
| 2018 | «이별톡»         | Юн Джонсин        |
| 2021 | «바라만 본다»    | MSG Wannabe       |
| 2021 | «나를 아는 사람» | MSG Wannabe       |

### Другое
| Год  | Мероприятие                                                      | Роль    | Примечания              |
| ---- | ---------------------------------------------------------------- | ------- | ----------------------- |
| 2022 | Церемония открытия 27-го Пусанского международного кинофестиваля | Ведущая | Совместно с Рю Джунёлем |

## Награды и номинации
| Год  | Награда                               | Категория                                  | Фильм/Сериал          | Итог      | Ссылки        |
| ---- | ------------------------------------- | ------------------------------------------ | --------------------- | --------- | ------------- |
| 2017 | Международный кинофестиваль в Пусане  | Актриса года                               | После моей смерти     | Победа    | [ 8 ]         |
| 2017 | Сеульский фестиваль независимого кино | Независимая звезда                         | После моей смерти     | Победа    | [ 8 ]         |
| 2018 | Голубой дракон                        | Лучшая актриса-новичок                     | После моей смерти     | Номинация | [ 9 ]         |
| 2018 | Премия кинокритиков Пусана            | Лучшая актриса-новичок                     | После моей смерти     | Победа    | [ 10 ]        |
| 2018 | Cine21 Film Awards                    | Лучшая актриса-новичок                     | После моей смерти     | Победа    | [ 11 ]        |
| 2018 | Премия «Лучшая звезда Кореи»          | Лучшая актриса-новичок                     | После моей смерти     | Победа    | [ 12 ]        |
| 2018 | Marie Claire Film Festival            | Лучшая актриса-новичок                     | После моей смерти     | Победа    | [ 8 ]         |
| 2019 | Пэксан                                | Лучшая актриса-новичок (фильм)             | После моей смерти     | Номинация | [ 13 ]        |
| 2019 | Buil Film Awards                      | Лучшая актриса-новичок                     | После моей смерти     | Победа    | [ 10 ]        |
| 2019 | CGV Art House Special Awards          | Специальная награда года                   | После моей смерти     | Победа    | [ 14 ]        |
| 2019 | Премия киноискусства в Чунсе          | Лучшая актриса-новичок                     | После моей смерти     | Победа    | [ 9 ]         |
| 2019 | Кинопремия года                       | Открытие года                              | После моей смерти     | Победа    | [ 10 ]        |
| 2019 | Wildflower Film Awards                | Лучшая актриса                             | После моей смерти     | Номинация | [ 15 ]        |
| 2020 | Пэксан                                | Лучшая актриса-новичок (телевидение)       | Природа мело          | Номинация | [ 16 ]        |
| 2020 | Большой колокол                       | Лучшая актриса-новичок                     | После моей смерти     | Победа    | [ 8 ]         |
| 2021 | Asia Artist Awards                    | Лучший новичок (актриса)                   | Чон Ёбин              | Победа    | [ 17 ] [ 18 ] |
| 2021 | Asia Artist Awards                    | Премия за популярность среди женщин-актрис | Чон Ёбин              | Номинация | [ 17 ] [ 18 ] |
| 2021 | Голубой дракон                        | Лучшая актриса                             | Ночь в раю            | Номинация | [ 19 ]        |
| 2021 | Голубой дракон                        | Популярная звезда                          | Ночь в раю            | Победа    | [ 20 ]        |
| 2021 | Buil Film Awards                      | Лучшая актриса                             | Ночь в раю            | Номинация | [ 21 ]        |
| 2021 | Kinolights Awards                     | Актриса года                               | Ночь в раю и Винченцо | 3-е место | [ 22 ]        |
| 2021 | OBS Hot Icon Awards                   | Тенденция горячих иконок OBS 2021          | Чон Ёбин              | Победа    | [ 23 ]        |
| 2021 | Seoul International Drama Awards      | Выдающаяся корейская актриса               | Винченцо              | Номинация | [ 24 ] [ 25 ] |
| 2022 | APAN Star Awards                      | Лучшая пара                                | Чон Ёбин и Сон Джунги | Номинация | [ 26 ]        |
| 2022 | Голубой дракон                        | Лучшая актриса                             | Глюк                  | Номинация | [ 27 ]        |
| 2023 | Director's Cut Awards                 | Лучшая актриса (телевидение)               | Глюк                  | Номинация | [ 28 ]        |
| 2023 | Marie Claire Film Festival            | Премия «Сияние»                            | Чон Ёбин              | Победа    | [ 8 ]         |